# Abby Steiner
Abigail Kathryn Steiner, Abby Steiner (24 de noviembre de 1999) es una deportista estadounidense que compite en atletismo, especialista en las carreras de relevos. Ganó dos medallas de oro en el Campeonato Mundial de Atletismo de 2022, en las pruebas de 4 × 100 m y 4 × 400 m.

## Primeros años y evolución
Stenier creció en el barrio de Columbus,  perteneciente a la ciudad de Dublin, estado de Ohio, enfocándose primeramente en el fútbol, para posteriormente pasar al atletismo en octavo grado. En ambos deportes destacó mientras estudiaba en la escuela Dublin Coffman. Si bien estuvo apartada de los terrenos de juego debido a una lesión en el ligamento cruzado anterior, durante más de un año, también es verdad que consiguió 4 títulos en su trayectoria futbolística y 16 campeonatos estatales de forma individual como atleta. Su tránsito por la Universidad de Kentucky se caracterizó asimismo por practicar ambos deportes a la vez, comenzando en 2018, con una trayectoria notable en ambos, pero sobre todo en el atletismo.
Tras un primer año como futbolista, en 2018, en que comenzó todos los partidos y marcó 2 goles, Steiner dejó el fútbol para concentrarse en el atletismo a tiempo completo. En una entrevista en 2022 para el periódico Lexington Herald Leader, periódico local de la ciudad de Lexington, en Kentucky, Steiner valoró su decisión como fundamental de cara a mejorar su desempeño en las pistas:
- Antes, con el fútbol, entrenaba durante el otoño, para luego retornar a las pistas. Creo que enfocarme totalmente en la programación de entrenamientos que hacemos, es decir entrenamiento en otoño para luego hacer entrenamiento en interior y exterior, es importante para desarrollar la velocidad y llegar a donde queremos.

Con su paso a profesional y desempeño creciente Steiner se convirtió en un fenómeno de masas, particularmente en Estados Unidos. Merced a ello consiguió, en verano de 2022, el que es el contrato más alto para una atleta recién salida de la Universidad, firmando con la empresa de ropa y material deportivo alemana Puma por un total de 2 millones de dólares.

## Estadísticas
- Información obtenida del perfil de World Athletics del deportista.[5]

### Mejores marcas
| Evento       | Marca | Viento(m/s) | Lugar                               | Fecha                   | Nota                          |
| ------------ | ----- | ----------- | ----------------------------------- | ----------------------- | ----------------------------- |
| 100 m        | 10.90 | +1.0        | Hayward Field, Eugene, Oregon, U.S. | 9 de junio de 2022      |                               |
| 200 m        | 21.77 | -0.3        | Hayward Field, Eugene, Oregon, U.S. | 26 de junio de 2022     |                               |
| 60 m indoor  | 7.10  |             | Birmingham, Alabama, U.S.           | 12 de marzo de 2022     |                               |
| 200 m indoor | 22.09 |             | College Station, Texas, U.S.        | 26 de febrero de 2022   | #2 mejor de todos los tiempos |
| 300 m indoor | 35.80 |             | Louisville, Kentucky, U.S.          | 11 de diciembre de 2021 | #7 mejor de todos los tiempos |

### Campeonatos nacionales
| Año  | Competición                                     | Posición | Evento          | Marca   | Viento(m/s) | Lugar                                             | Nota                       |
| ---- | ----------------------------------------------- | -------- | --------------- | ------- | ----------- | ------------------------------------------------- | -------------------------- |
| 2021 | División I de la NCAA                           | 15       | 60 m            | 7.38    |             | Randal Tyson Track Center\|Fayetteville, Arkansas |                            |
| 2021 | División I de la NCAA                           | 1        | 200 m           | 22.38   |             | Randal Tyson Track Center\|Fayetteville, Arkansas | record de esta competición |
| 2021 | División I de la NCAA                           | 5        | 4×400 m relevos | 3:30.28 |             | Randal Tyson Track Center\|Fayetteville, Arkansas |                            |
| 2022 | División I de la NCAA                           | 2        | 60 m            | 7.10    |             | Birmingham CrossPlex\|Birmingham, Alabama         | mejor marca personal       |
| 2022 | División I de la NCAA                           | 1        | 200 m           | 22.16   |             | Birmingham CrossPlex\|Birmingham, Alabama         | record de esta competición |
| 2022 | División I de la NCAA                           | 3        | 4×400 m relevos | 3:28.77 |             | Birmingham CrossPlex\|Birmingham, Alabama         |                            |
| 2022 | División I de atletismo de la NCAA para mujeres | 3        | 100 m           | 10.90   | —           | Eugene, Oregon                                    | mejor marca personal       |
| 2022 | División I de atletismo de la NCAA para mujeres | 1        | 200 m           | 21.80   | —           | Eugene, Oregon                                    | record de esta competición |
| 2022 | División I de atletismo de la NCAA para mujeres | 1        | 4x400 m relevos | 3:22:55 | —           | Eugene, Oregon                                    | record de esta competición |
| 2022 | campeonatos de atletismo de Estados Unidos      | 1        | 200 m           | 21.77   | —           | Eugene, Oregon                                    | mejor marca personal       |

- Los resultados de la NCAA son aquellos proporcionados por Track & Field Results Reporting System.[6]

### Palmarés internacional
| Campeonato Mundial | Campeonato Mundial      | Campeonato Mundial | Campeonato Mundial |
| Año                | Lugar                   | Medalla            | Prueba             |
| ------------------ | ----------------------- | ------------------ | ------------------ |
| 2022               | Eugene (Estados Unidos) | Medalla de oro     | 4 × 100 m          |
| 2022               | Eugene (Estados Unidos) | Medalla de oro     | 4 × 400 m          |

## Otros galardones
En 2022, Steiner fue nombrada ganadora en la categoría de atletismo del Honda Sports Award, que se entrega anualmente a la atleta universitaria más destacada en cada uno de los 12 deportes femeninos de la División I de la NCAA(siendo estos baloncesto, carrera campo a través, lacrosse, golf, hockey sobre hierba, gimnasia, fútbol, sóftbol, natación, tenis, atletismo y voleibol). También recibió los premios a la atleta académica del año de la Conferencia del Sureste de 2022 en pista tanto en interior como en exterior. Steiner se graduó en la Universidad de Kentucky con una licenciatura en quinesiología y ciencia del ejercicio (un programa académico propio llevado a cabo en la Facultad de Educación de la Universidad de Kentucky) en mayo de 2022. Ha sido aceptada en el programa de fisioterapia de dicha Universidad, no obstante está aplazando su inscripción para concentrarse en su trayectoria profesional.